# Prgomelje (Belovár)
Prgomelje falu Horvátországban Belovár-Bilogora megyében. Közigazgatásilag Belovár községhez tartozik.

## Fekvése
Belovár központjától légvonalban 7, közúton 9 km-re nyugatra, Gudovac és Rajić között fekszik.

## Története
Neve a régi „prgu mljeti” (pirított őrlemény) kifejezésből, illetve az abból képzett személynévből származik. Régen ugyanis a szegény emberek gyakran fogyasztottak pirított gabonából (főként árpából) készített ételeket, illetve ital gyanánt kávé helyett is használták. 
A falu akkor keletkezett, amikor a török uralom után a 17. századtól a kihalt területre folyamatosan telepítették be a keresztény lakosságot. A település 1774-ben az első katonai felmérés térképén a falu „Dorf Pergomelye” néven szerepel. A település katonai közigazgatás idején a kőrösi ezredhez tartozott. Lipszky János 1808-ban Budán kiadott repertóriumában „Pergomelje” néven szerepel.  
Nagy Lajos 1829-ben kiadott művében „Bergomely” néven 39 házzal, 65 katolikus és 152 ortodox vallású lakossal találjuk.
A katonai közigazgatás megszüntetése után Magyar Királyságon belül Horvátország részeként, Belovár-Kőrös vármegye Belovári járásának része volt. Görög katolikus plébániáját 1897-ben alapították. 1857-ben 753, 1910-ben 880 lakosa volt. Az 1910-es népszámlálás szerint lakosságának 54%-a horvát, 46%-a szerb anyanyelvű volt. 1918-ban az új szerb-horvát-szlovén állam, majd később Jugoszlávia része lett. 1941 és 1945 között a németbarát Független Horvát Államhoz, majd a háború után a szocialista Jugoszláviához tartozott. 1991-től a független Horvátország része. 1991-ben lakosságának 72%-a horvát, 22%-a szerb nemzetiségű volt. 2011-ben a településnek 696 lakosa volt.

## Lakossága
| Lakosság változása | Lakosság változása | Lakosság változása | Lakosság változása | Lakosság változása | Lakosság változása | Lakosság változása | Lakosság változása | Lakosság változása | Lakosság változása | Lakosság változása | Lakosság változása | Lakosság változása | Lakosság változása | Lakosság változása | Lakosság változása |
| ------------------ | ------------------ | ------------------ | ------------------ | ------------------ | ------------------ | ------------------ | ------------------ | ------------------ | ------------------ | ------------------ | ------------------ | ------------------ | ------------------ | ------------------ | ------------------ |
| 1857               | 1869               | 1880               | 1890               | 1900               | 1910               | 1921               | 1931               | 1948               | 1953               | 1961               | 1971               | 1981               | 1991               | 2001               | 2011               |
| 753                | 893                | 829                | 689                | 780                | 880                | 959                | 987                | 882                | 862                | 845                | 759                | 701                | 646                | 727                | 696                |

(Az 1869-es és az 1880-as adat Breza lakosságát is tartalmazza.)

## Nevezetességei
Szent Péter apostol tiszteletére szentelt római katolikus temploma a falu központjában a főút mellett áll. Egyhajós épület keleti tájolású szentéllyel, harangtorny a nyugati homlokzat előtt áll. Piramis alakú toronyisak fedi. A rojcsai Szentháromság plébánia filiája.